# Centopassi
Centopassi è un marchio vitivinicolo che raggruppa varie cooperative che aderiscono alla rete Libera di Don Luigi Ciotti. Il nome è tratto dall'omonimo film di Marco Tullio Giordana, dedicato a Peppino Impastato.
Le cooperative gestiscono dal 2001 le terre confiscate ai boss della mafia nell'Alto Belice Corleonese, per un totale di 400 ettari, di cui 60 coltivati a vigneto. A partire dal 2009, si aggiungeranno altri terreni confiscati al clan di Giovanni Brusca.
Con il marchio Centopassi vengono prodotti undici vini: il Placido Rizzotto rosso, prodotto da viti Nero d'Avola e Syrah; il Placido Rizzotto bianco, una miscela di Catarratto e Chardonnay; due miscele a base di uve autoctone siciliane, Centopassi Bianco e Rosso, e sette selezioni monovarietali da altrettanti vigneti. Tutte le produzioni sono classificate come IGT Terre Siciliane, ad eccezione del Centopassi Rosso classificato come DOC Sicilia.
Centopassi si affianca al marchio Libera Terra, che indica la produzione di alimenti biologici provenienti dalle terre gestite dalle cooperative facenti capo a Libera.